# Hindenburg-Amnestie
Als Hindenburg-Amnestie werden bestimmte Amnestien für politische Straftäter im Deutschen Reich bezeichnet, die während der Amtszeit des Reichspräsidenten Paul von Hindenburg gewährt wurden. Am häufigsten bezieht sich der Begriff auf die Hindenburg-Amnestie von 1925, welche bis Ende 1932 die weitaus umfangreichste war.

## Allgemein
Benannt sind diese Straferlasse nach dem seit 1925 amtierenden Reichspräsidenten Hindenburg, der die Begnadigungen aussprach. Zu den in der Weimarer Republik unter Hindenburgs Präsidentschaft beschlossenen Generalamnestien für politische Straftaten gehören die reichsweiten Amnestiegesetze der Jahre 1925, 1928, 1930 und 1932. Die Amnestie-Verordnung des Reichspräsidenten aus dem Jahr 1933, die rechtsradikale und nationalsozialistische Täter von Strafvollzug und Strafverfolgung freistellte, fällt bereits in die Zeit des Nationalsozialismus. Die Hindenburg-Amnestien gehören neben der Kapp-Amnestie (1920), der Rathenau-Amnestie (1922) u. a. in die Reihe der großen „Reichsamnestien“ für politische Straftäter in der Zeit zwischen 1918 und 1933. Ebenfalls noch in die Amtszeit Hindenburgs fällt das Gesetz über Maßnahmen der Staatsnotwehr vom 3. Juli 1934, mit dem die Morde im Zusammenhang mit dem so genannten „Röhm-Putsch“ straffrei gestellt wurden. Allerdings hatte sich Hindenburg zu dieser Zeit bereits nach Ostpreußen zurückgezogen und nahm am politischen Geschehen krankheitsbedingt nur noch eingeschränkt Anteil.

## Umfang und Kontext
Amnestie für politische Straftaten gehörte zu den wesentlichen Forderungen, die der Rat der Volksbeauftragten zu Beginn der Novemberrevolution in seinem Aufruf an das deutsche Volk vom 12. November 1918 gestellt hatte. Diese Forderung kehrte in der Zeit bis 1933 in unterschiedlichen Konstellationen immer wieder und führte mehrfach zu Gesetzgebungsmaßnahmen, die politische Täter von der Strafverfolgung freistellten.
Ein genereller Straferlass bezog sich sowohl auf die Entlassung bereits ergriffener und gegebenenfalls verurteilter Täter aus der Zuchthaus-, Gefängnis- oder Festungshaft wie auch auf die Strafverschonung von Personen, gegen die aufgrund von politischen Straftaten ein Haftbefehl vorlag, die aber bislang nicht ergriffen oder noch nicht vor Gericht gestellt worden waren.
Ein Grund für die Amnestien in der Weimarer Republik war die massive Häufung politischer Straftaten: Die gewaltige Zahl der beteiligten Personen stellte die deutsche Justiz vor das Dilemma, nicht alle Täter anklagen und aburteilen zu können. Um die überforderte Rechtsprechung von dieser Last zu befreien, bediente man sich der Amnestie. Eine Rolle spielte auch die bereits von Zeitgenossen wahrgenommene und je nach politischem Standpunkt kritisierte politische Einseitigkeit mancher Verurteilungen oder Freisprüche. Die Freilassung möglicherweise zu Unrecht oder zu hart verurteilter Täter sollte dem politischen Frieden dienen. Auch sollte die Verminderung der Zahl von politischen Strafverfahren das Ansehen Deutschlands im Ausland heben. In der Zeit der Republik wurden die Amnestien Gegenstand des politischen Kalküls der verschiedenen Parteien, denen es oft darum ging, die jeweils eigenen Anhänger aus der Haft freizubekommen.
Zu den prominenten Begünstigten der Amnestien unter Reichspräsident v. Hindenburg zählte unter anderem Hermann Göring, der seit dem gescheiterten Hitlerputsch 1923 per Haftbefehl gesucht wurde, zwischenzeitlich in Italien und Schweden untertauchte und aufgrund der ersten Hindenburg-Amnestie im Jahr 1926 nach Deutschland zurückkehren konnte; ferner Rudolf Höß, dem infolge der Koch-Amnestie 1928 eine langjährige Zuchthausstrafe vorzeitig erlassen wurden, die er wegen seiner Beteiligung am Parchimer Fememord verbüßte.

## Hindenburg-Amnestie (1925)
Die durch das Gesetz über die Straffreiheit vom 17. August 1925 gewährte Amnestie kam auf Veranlassung von praktisch allen zu dieser Zeit im Reichstag vertretenen Parteien zustande (KPD, SPD, DDP, BVP, DVP, Zentrum, DNVP, NSDAP) und erstreckte sich auf circa 29.000 Personen aller politischen Lager, denen Straferlass für bestimmte politische Straftaten zugestanden wurde. Sie wurde ergänzend durch landesrechtliche Verordnungen umgesetzt, insbesondere die am 21. August 1925 erlassene Verordnung über die Gewährung von Straffreiheit in Preußen des preußischen Justizministeriums.
Zu den Begünstigten gehörten unter anderem drei Berliner Schutzpolizisten, die kurz zuvor wegen der Misshandlung polizeilich festgehaltener Angehöriger des Jüdischen Selbstschutzes nach dem Scheunenviertelpogrom im November 1923 in der Berufungsverhandlung zu sechs bzw. drei Monaten Gefängnis verurteilt worden waren. Hindenburg selbst versuchte die Amnestie 1925 auch auf Kriegsverbrecher aus dem Ersten Weltkrieg auszudehnen. So wandte er sich im August 1925 mit der Frage an den Reichsjustizminister, ob nicht die in den Leipziger Prozessen verurteilten Täter Ludwig Dithmar und John Boldt, deren Verurteilung nationalistische und militärische Kreise in Deutschland empört hatte, im Rahmen der geplanten Amnestie ebenfalls begnadigt werden könnten. Das Ministerium lehnte dies aus Sorge vor der ausländischen Öffentlichkeit ab. Beide waren allerdings bereits dreieinhalb Jahre zuvor aus dem Strafvollzug entkommen und mit Hilfe der Organisation Hermann Ehrhardts untergetaucht. Sie wurden 1926 in einem unter Ausschluss der Öffentlichkeit geführten Wiederaufnahmeverfahren von der Strafvollstreckung befreit und 1928 freigesprochen.

## Hindenburg-Amnestie (1927)
Eine kleinere Amnestie mit 71 Begnadigten aus allen politischen Lagern, darunter der Kommunist Johannes R. Becher und der Putschist Major a. D. Bruno Ernst Buchrucker, fand anlässlich des 80. Geburtstags Hindenburgs im Oktober 1927 statt und wird bisweilen ebenfalls Hindenburg-Amnestie genannt.

## Weitere Amnestien in Hindenburgs Amtszeit

### Koch-Amnestie (1928)
Die Amnestie für politische Straftäter vom 14. Juli 1928 („Gesetz über die Straffreiheit vom 14.7.1928“, RGBl. 1928 I, S. 195 f.) wird nach dem damals amtierenden Justizminister Erich Koch-Weser, auf den sie im Wesentlichen zurückgeht, als „Koch-Amnestie“ bezeichnet. Sie betraf mehrere tausend Fälle. Infolge dieses Straferlasses kamen neben dem Kommunisten Max Hölz und dem Spion Gustav Wölkerling 1930 auch die Rathenau-Mörder Ernst Werner Techow und Willi Günther frei. Auf Betreiben der damaligen Regierungsparteien blieben die Erzberger-Mörder Heinrich Tillessen und Heinrich Schulz von der Amnestie ausgeschlossen. Sie wurden erst nach der „Machtergreifung“ der Nationalsozialisten durch die Straffreiheits-Verordnung vom 21. März 1933 von Reichspräsident Hindenburg begnadigt.

### Rheinlandräumungs-Amnestie (1930)
Bei der Mitte 1930 anlässlich der Räumung des von den Alliierten besetzten Rheinlands beschlossenen „Rheinlandräumungs-Amnestie“ („Gesetz zur Änderung des Gesetzes über die Straffreiheit vom 24.10.1930“, RGBl. 1930 I, S. 467) handelte es sich rechtstechnisch gesehen um eine bloße Erweiterung der Koch-Amnestie. Betroffen waren einige hundert Fälle.
Durch Art. 1 des Gesetzes von 1930 wurde das Amnestiegesetz von 1928 dahin geändert, dass nun auch Straftaten gegen das Leben unter die Amnestie fielen, solange sie sich nicht gegen Angehörige der Reichsregierung gerichtet hatten. Die Beschränkung der Amnestien auf politische Taten wurde in der Folge durch die Rechtsprechung aufgeweicht. Dies betraf neben anderen das Verfahren gegen den ehemaligen U-Boot-Kommandanten Helmut Patzig, den Vorgesetzten der beiden 1928 freigesprochenen früheren Marineoffiziere Dithmar und Boldt, dessen Tat (die Ermordung von zahlreichen Schiffbrüchigen des britischen Lazarettschiffs Llandovery Castle am 27. Juli 1918) nach nunmehriger Auffassung des Reichsgerichts „glaubwürdig politisch“ gewesen sei, sodass sein Verfahren am 20. März 1931 unter Verweis auf die Amnestiegesetze eingestellt werden konnte.

### Schleicher-Amnestie (1932)
Die mit dem Gesetz über die Straffreiheit vom 20. Dezember 1932 erlassene Amnestie wird nach dem zur Zeit der Verkündigung amtierenden Reichskanzler Kurt von Schleicher landläufig als „Schleicher-Amnestie“ bezeichnet. Sie wurde in dem kurzlebigen siebten Deutschen Reichstag im Dezember 1932 von NSDAP, KPD und SPD initiiert und umfasste ca. 52.000 Fälle politischer Straftaten (von etwa 157.000 insgesamt anhängigen Verfahren), die in den Saalschlachten und blutigen Straßenkämpfen des Jahres 1932 hauptsächlich zwischen der nationalsozialistischen Sturmabteilung und dem kommunistischen Rotfrontkämpferbund angefallen waren.
Aufgrund der Amnestie wurden im Freistaat Preußen bis zum 24. Dezember 1932 4.800 Gefangene entlassen.

### Nationalsozialistische Straffreiheitsbestimmungen
Die in der Zeit des Nationalsozialismus erlassenen Amnestien werden in der Geschichtswissenschaft normalerweise nicht als „Hindenburg-Amnestie“ bezeichnet, wiewohl auch sie zum Teil noch in Hindenburgs Amtszeit als Reichspräsident fallen. So begnadigte er mit der am 21. März 1933, dem „Tag von Potsdam“, verkündeten Verordnung des Reichspräsidenten über die Gewährung von Straffreiheit ca. 8000 Täter, darunter die wegen Mordes verurteilten Beteiligten der Bluttat von Potempa im Sommer 1932. Im Unterschied zu den während der Weimarer Republik beschlossenen generellen Amnestien für politische Straftäter, denen sie formal nachempfunden wurden, begünstigten die NS-Straffreiheitsbestimmungen nur die dem NS-Regime politisch nahestehenden Täter, während Regimegegner zur selben Zeit von den Nationalsozialisten verfolgt und ermordet wurden. Damit waren sie anders als die Reichsamnestien der Weimarer Republik ein Instrument zur Herstellung von Straflosigkeit für politische Verbrechen eines Unrechtssystems.